# Ганахлеба (Дманисский муниципалитет)
Ганахлеба (груз. განახლება, греч. Αμμπαρλό) — село, административный центр сельской административно-территориальной единицы, Дманисского муниципалитета, Квемо-Картлийский край Грузии.
Национальный состав по переписи 2014 года грузины 73,5 %, азербайджанцы 24 %, греки 2,5 %. Находится в юго-восточной части Грузии, на территории исторической области.

## История
Греческое село Амбарло (старое название — Хала), известно с 1829 года, в 50-х гг. XX века село Амбарло был переименован в Ганахлеба (по груз. — Возрождение). По данным Асланова Даниила Киряковича в историческом очерке о Дманисских греках (1825—2006) «Родина», Ставрополь 2007 г. и по материалам историко-географического архива города Тбилиси указано, что в 1829 году в местечке Малые Гомарети, Грузия, Дманисский район, семья эрзурумского грека Тодора Урумова поселилась на развалинах опустевшего грузинского села Шуа Сопели XVII века (Ортаков), о чем свидетельствует надпись на одной из надгробных плит семьи Арзумановых. В след за ними переселились девятнадцать семей из села Оха и Экибат Эрзурумской области, позже из Карса в том числе Стефан Петрос оглы, Алекси Павлос оглы (Кюрджиевы), Симон Никола оглы (Аслановы — Асланидис), Симон Аслан оглы (Аслановы — Асланидис), Айваз Костан оглы (Назлухановы), Аслан Киряк оглы (Аслановы), Саяк Агабия оглы, Яков Агабия оглы, Иван Кахтахчи оглы, Минасовы, Андрос Соломон оглы (Арзумановы), Испир Маис оглы (Ульфановы), Азария Петрос оглы (Пейливановы) и Басо Пейливан оглы (Басоновы — Басонидис) (цитировано.
Семья Басо Пейлеван оглы изначально жили в окрестностях поместья Ларазе Гомаретской равнины. Ларазе-поместье рода Орбелианов (известный род писателя Сулхан Сабба Орбелиани в XVIII веке). Басо Пейливанов имел трёх сыновей — Алексей, Савва и Эприк. Алексей женился на грузинке-служанке Элисав помещицы Ханум Орбелиани (Лазаре Ханум). Через десятилетия семья Басо Пейливан оглы переименовались в БАСОНОВЫ (БАСОНИДИС), так как Пейливановых было много, и для ясности от Пейливановых отделились Басоновы, Леоновы, Хаджиевы и Такаевы.
Переселение греков продолжалось более 15 лет с 1828 по 1840 годы. Местность трех греческих сел (Велиспири, Ганахлеба и Саркинети) расположена в низине между Джавахетским нагорьем и Триалетским хребтом. В годы переселения, вся местность была занята сплошными дубовыми лесами, Дубра́ва — равнинный лес с преобладанием дубовых деревьев. Лес использовался для строительства домов-землянок. По всесоюзной переписи населения 1989 года в Ганахлеба проживало 1652 человека греческой национальности.